# Fenbufen

Fenbufen är en substans tillhörande läkemedelsgruppen NSAID. Fenbufen verkar milt smärtstillande och antiinflammatoriskt, därför lämpar det sig väl för behandling av smärta vid artros och stukningar.
Fenobufen återfinns på marknaden bl.a. som Cepal och Cybufen.